# Uście (obwód tarnopolski)
Uście, Uście Biskupie (ukr. Устя, Ustia) – wieś na Ukrainie, w rejonie czortkowskim obwodu tarnopolskiego. Liczy 1000 mieszkańców.
Pod koniec XIX w.  grupa domów na obszarze dworskim nazywała się Wyhnanka.
Za II Rzeczypospolitej miejscowość była siedzibą gminy wiejskiej Uście Biskupie w powiecie borszczowskim w województwie tarnopolskim. W 1921 roku liczyło 1428 mieszkańców.
W miejscowości stacjonowała strażnica KOP „Uście Biskupie”.
Do 2020 w rejonie borszczowskim.